# Bactrocera elegantula
Bactrocera elegantula
 es una especie de díptero que Hardy describió por primera vez en 1974. Bactrocera elegantula pertenece al género Bactrocera de la familia Tephritidae. 